# Јурај Шутеј
Јурај Шутеј је хрватски и југословенски политичар, члан ХСС. Био је министар финансија у владама Драгише Цветковића (од 1939), Душана Симовића (1941–1942), Слободана Јовановића (1942–1943), Мише Трифуновића (1943) и Ивана Шубашића (1944–1945).